# Champroy
Champroy era una comuna francesa que estaba situada en el departamento de Creuse, de la región de Nueva Aquitania, que en 1837 pasó a formar parte de las comunas de Châtelus-le-Marcheix y Saint-Dizier-Leyrenne.

## Demografía
| Gráfica de evolución demográfica de Champroy entre 1793 y 1836 |
|                                                                |

Los datos demográficos contemplados en este gráfico se han cogido de la página francesa EHESS/Cassini.